# Камышеваха (Великоновосёлковский район)
Камышева́ха (укр. Комишуваха) — посёлок в Великоновосёлковском районе Донецкой области Украины.
Население по переписи 2001 года составляло 188 человек. Почтовый индекс — 85522. Телефонный код — 6243. Код КОАТУУ — 1421286605.

## Местный совет
85522, Донецька обл., Великоновосілківський р-н, с-ще Шевченко, вул. Шевченка, 3, 96-5-46  (укр.)